# Палермський камінь

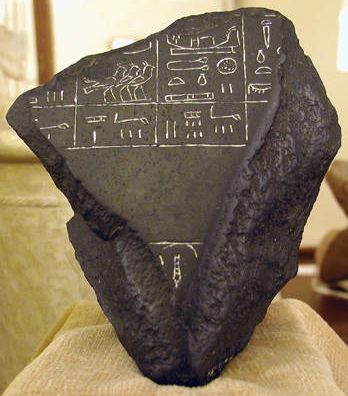
Фрагмент каменю з музею Пітрі в Лондоні

Палермський камінь — один з фрагментів плити з чорного базальту (діориту), що містить запис про період історії Стародавнього Єгипту в кілька століть, починаючи з додинастичного періоду (кін. 4-го тис. до н. е.). З 1877 року знаходиться в Регіональному археологічному музеї міста Палермо (Італія), звідси назва Палермський камінь.
Уся плита була, мабуть, заввишки 43 см і 25 см завширшки. Кілька незначних шматків цієї плити зберігаються в Каїрському музеї і музеї Пітрі в Лондоні. . Текст анналів був висічений за правління V династії і охоплює період в 6-7 століть, починаючи з до-династичного періоду і, очевидно, складений за документами. Палермський камінь є найважливішим джерелом за хронологією Стародавнього Єгипту, містить цінні відомості про економічну, військову та релігійну політику, а також про коронації фараонів.
У першому рядку каменя згадано про сім до-династичних фараонів, серед яких: Сека, Хаіу, Тіу, Теш, Нігеб, Уаджіадж, Мехет, що правили Нижнім Єгиптом наприкінці IV тисячоліття до нашої ери. Крім їхніх імен, про цих фараонів більше нічого не відомо.
Сам камінь поділений на регістри: верхній містить імена до-династичних царів, другий належить Хор-Аха і Джер, третій — фараону Дену, четвертий — фараону Уаджіаджу, п'ятий — Хасехемуї і Нетерірхет, шостий регістр — Снофру, на другому боці каменя описано епохи правління Менкаура, Шепсескафа, Усеркафа, Сахура, Неферіркара.